# RK Nada Split
Rukometni klub Nada (RK Nada) je bio muški rukometni klub iz Splita, Splitsko-dalmatinska županija.

## O klubu
Klub je osnovan 1959. godine pod nazivom Rukometna sekcija Sportskog društva Nada, te djeluje pri športskom društvu "Nada". 

Predsjednik i tajnik društva "Nada" Zvone Barišić i Aleksandar Puhar su zadužili Mihovila Rađu za formiranje rukometne sekcije. U početku su je činili bivši igrači velikog rukometa - Ante i Branko Zelić, Gordan Krstulović, Ante Ćosić, Radoje Juretić i drugi. Uređuju teren na Gripama, koji je u funkciji za mušku i žensku ekipu. 
 Muška momčad se natjecala u Prvenstvu Splitskog podsaveza i Dalmatinskoj ligi, ne dostižući uspjehe ženske ekipe. Muški rukometni klub se gasi 1971.

## Pregled po sezonama
| sezona    | rang | liga                                     | pozicija | napomena |
| Nada      | Nada | Nada                                     | Nada     | Nada     |
| --------- | ---- | ---------------------------------------- | -------- | -------- |
| 1961./62. | III. | Prvenstvo Splitskog rukometnog podsaveza | 5./10    |          |
| 1962./63. | III. | Prvenstvo Splitskog rukometnog podsaveza | 3./6     | [ 2 ]    |
| 1963./64. |      |                                          |          |          |
| 1964./65. |      |                                          |          |          |
| 1965./66. |      | Prvenstvo Splitskog rukometnog podsaveza |          | [ 3 ]    |
| 1966./67. | II.  | Dalmatinska liga                         | 4./11    |          |
| 1967./68. | II.  | Dalmatinska liga                         | 7./10    |          |
| 1968./69. | II.  | Dalmatinska liga                         | 9./10    |          |
| 1969./70. |      | Dalmatinska liga                         | 4./10    | [ 4 ]    |
| 1970./71. |      | Dalmatinska liga                         | 7./11    | [ 4 ]    |

 Vidjet: 

Kategorija:Jugoslavensko rukometno prvenstvo

## Poveznice
- ŽRK Nada Split
- RK Split